# カブキ一刀涼談
『カブキ一刀涼談』（かぶきいっとうりょうだん）は、1995年2月24日に日本のハドソンから発売されたPCエンジンアーケードカードCD-ROM²用2D対戦型格闘ゲーム。

## 概要
8名の主人公から1名を選択し、黒魔術師「ラダ・エム・アンク」によって復活した風雲カブキ伝のラスボス「ガープ」を倒してジパングを救出する事を目的としている。同社のRPG『天外魔境 風雲カブキ伝』（1993年）に登場するキャラクターを中心に、『天外魔境シリーズ』（1989年 - 2011年）のキャラクターが登場する。
開発はハドソンおよびレッド・カンパニーが行い、プロデューサーは『天外魔境 風雲カブキ伝』を手掛けた和気正則とスーパーファミコン用ソフト『超原人』（1994年）を手掛けた宮本徳人が担当、ディレクターはゲームボーイ用ソフト『GB原人2』（1994年）を手掛けた赤羽仁が担当、音楽は後にPC-FX用ソフト『天外魔境 電脳絡繰格闘伝』（1995年）にてサウンドディレクターを務めた斎藤裕二とスーパーファミコン用ソフト『伝説のオウガバトル』（1993年）を手掛けた松尾早人が担当、キャラクター・デザインは辻野寅次郎が担当している。
後にPlayStation Portable用ソフト『PC Engine Best Collection 天外魔境コレクション』（2008年）に収録された。

## ゲーム内容
攻撃ボタンはパンチボタンが3つとキックボタンが3つ。それゆえ2ボタンパッドでプレイの際にはセレクトボタンでパンチとキックの切り替えが可能になっている。6ボタンパッドにするとパンチとキックの切り替えをせずにプレイ可能。
PCエンジン版では対人戦が可能だが、PSP版では仕様により不可能。
開発中のタイトルは『カブキX』。天外魔境シリーズの原案者である広井王子は直接タッチしておらず「横で作ってるなぁと思って、気がついたら完成していた」と語っている。

## 登場人物

### 通常キャラクター
カブキ団十郎
声 - 山口勝平
『天外魔境II 卍MARU』のパーティキャラクターであり、『風雲カブキ伝』の主人公。
ジパング一の伊達男を自称しており、復活したガープが自分よりも目立ったために倒しにいくことを決意。
阿国
声 - 水谷優子
『風雲カブキ伝』のパーティキャラクターにしてヒロイン。蒼き狼の血をひく踊り子。行方不明の妹、八雲を探している。
世阿弥
声 - 速水奨
『風雲カブキ伝』のパーティキャラクター。奇跡的に死の淵から蘇ったが過去の記憶を失っている。唯一覚えている言葉は「ジパング一の伊達男」。
プッシュ富士山
声 - 塩屋翼
『風雲カブキ伝』のパーティキャラクター。スランプに陥り、昔の仲間たちに稽古をつけてもらうために戦う。
菊五郎
声 - 千葉繁
『天外魔境II 卍MARU』の敵キャラクター。カブキのライバル的存在。『天外魔境II』でカブキにジパング一の伊達男の座を奪われたため、打倒カブキに執念を燃やしている。
マントーX
声 - 千葉繁
『天外魔境』シリーズ全作品に登場する大猿。
京都マントーランドを建設するためのお金をカブキたちから奪うため戦いを挑む。
みこし
声 - こおろぎさとみ
『天外魔境II 卍MARU』に登場したくノ一3姉妹「百々地三太夫」の末娘。超必殺技やエンディングでは姉2人も姿を見せる。
伊賀の里を飛び出し修行の旅に出る。
甚五郎
声 - 高木渉
本作のオリジナルキャラクター。ジパング一の宮大工。トリッキーな攻撃を使うカラクリ人形。
ガープに頼まれて五重塔やお寺を建てたが、代金を払わず逃げたガープに激怒し、取り立てに向かう。

### ボスキャラクター
ガープ
声 - 小杉十郎太
『風雲カブキ伝』のボス。本作では中ボスとして登場し、条件を満たせば2P対戦モードでのみ使用可能。
かつてカブキたちによって倒されたが、ラダエム・アンクにより復活・パワーアップした。カブキに復讐をするためジパングを襲った。
ラダエム・アンク
声 - 藤本譲
本作のオリジナルキャラクター。本作の最終ボスで、黒魔術の権威である魔術師。火の一族によって倒された数々の敵を復活させ、ジパングを我が物にしようと企む。

## 移植版
| No. | タイトル                                       | 発売日        | 対応機種             | 開発元   | 発売元   | メディア | 型式       | 備考 |
| --- | ---------------------------------------------- | ------------- | -------------------- | -------- | -------- | -------- | ---------- | ---- |
| 1   | PC Engine Best Collection 天外魔境コレクション | 2008年7月31日 | PlayStation Portable | ハドソン | ハドソン | UMD      | ULJM-05357 |      |

## スタッフ
- 原作：P･H･チャダ
- 絵師：辻野寅次郎
- プロデューサー：和気正則、宮本徳人
- プログラム：吉田哲馬、荒居弘之、緒方健次、阿部幸絵
- グラフィックSPR：八田博信、金田浩之、印内紀美、アンジェラ吉川、兎本勇児、今井茶、渡辺幸子、加藤晃治、堅木暁
- グラフィックBG：佐々木伸、西浦悦史
- サウンド
- CD：斎藤裕二（イマジン）、松尾早人（イマジン）
- PSG：山本裕直、澤口和彦
- ADPCM：成田修
- 録音監督：渡辺淳
- スペシャル・サンクス：松永智史、畔田晃伸、松浦浩司、久保久、瓜田智昭、湯沢河童、新婚啓介、野中和彦、大竹浩史、A・熊捕勇人、犬久保則雄、エチオピアン太郎、S・相原順子、中野屋康弘、[浦部スパオ
- ディレクター：赤羽仁

## 評価
- ゲーム誌『ファミコン通信』の「クロスレビュー」では7・5・7・6の合計25点（満40点）[2]、『電撃PCエンジン』では60・60・70・60の平均62.5点（満100点）、『PC Engine FAN』の読者投票による「ゲーム通信簿」での評価は以下の通りとなっており、19.6点（満30点）となっている[3]

| 項目 | キャラクタ | 音楽 | お買得度 | 操作性 | 熱中度 | オリジナリティ | 総合 |
| 得点 | 3.9        | 3.3  | 3.0      | 3.3    | 3.3    | 2.8            | 19.6 |
- ゲーム本『懐かしゲーム機大百科 PCエンジン完全ガイド 1987-1999』では、超必殺技の存在などもあり格闘部分に関しては好意的に評価したが、アーケードカード専用にも拘わらずグラフィックがSUPER CD-ROM²の水準であると指摘した他、コンティニューの際に再ロードが発生する事に関して「地味にストレス」と否定的に評価した[1]。また後にSNKから稼働されたアーケードゲーム『天外魔境 真伝』（1995年）と比較される事が多いと述べた上で『天外魔境 真伝』の方が完成度が上であると主張した[1]。